# 요코야마 쇼헤이
요코야마 쇼헤이(일본어: 横山 翔平, 1993년 8월 9일 ~ )는 일본의 축구 선수이다.

## 구단 경력
과거 더스파구사쓰 군마, FC 마치다 젤비아에서 활동하였다.